# Verticordia halophila
Verticordia halophila är en myrtenväxtart som beskrevs av Alexander Segger George. Verticordia halophila ingår i släktet Verticordia och familjen myrtenväxter. Inga underarter finns listade i Catalogue of Life.